# Фарес, Мириам
Ми́риам Фа́рес (араб. ميريام فارس‎, англ. Myriam Fares, иногда Faris; род. 3 мая 1983, Кфар Шлел) — ливанская поп-исполнительница, поёт на арабском языке.

## Биография
Родилась в деревне Кфар-Шлел в Южном Ливане. С детства занималась балетом, в 9-летнем возрасте победила в конкурсе ливанского телевидения по восточным танцам. Училась в Национальной академии музыки.
В 16 лет победила на ливанском фестивале песни, в 17 лет выиграла первый приз на конкурсе «Студио Фан 2000». В 2003 году подписала контракт со студией «Music Master International» и выпустила первый альбом «Myriam». Песня из этого альбома «Ana Wel Shouk» стала хитом на радио и телевидении страны, а за свой видеоклип «La Tis’alni» Мириам Фарес получила Приз лучшей молодой артистки в Египте.
В 2005 году Мириам Фарес выпустила второй альбом «Nadini», а в 2008 году — третий альбом «Bet’oul Eih». В 2008 году снималась в рекламе шампуня «Сансилк» и контактных линз «Фрешлук». В 2009 году сыграла в своем первом фильме «Silina», в главной роли. 1 сентября 2011 вышел четвёртый альбом певицы «Min Oyouni». Продюсером альбома выступила её собственная компания Myriam Music.
В 2014 году приступила к съемкам в драматическом сериале «Ettiham» («Обвинение»). В августе 2014 года вышла замуж за ливанца из США Дэнни Митира после 10 лет отношений. Медовый месяц супруги провели на острове Порто-Веккьо, Франция. У супругов есть сын — Джейден Митир (род.06.02.2016).
В январе 2015 года Мириам выпустила пятый альбом под названием «Aman». Этот альбом, как и предыдущий, выдержан в заливском стиле, хотя песни на ливанском и египетском диалектах тоже есть. В альбоме 13 песен.
Также певица продолжает активно выступать на свадьбах в Персидском заливе.
Песня «Осень» российской группы «Мираж» является кавером на песню Мириам «Ghmorni», которая в свою очередь является кавером на оригинальную композицию группы Rednex — Hold Me for a While.

## Дискография
- ميريام — Myriam (2003)
- نادينى — Nadini (2005)
- تقول ايه — Bet’oul Eih (2008)
- من عيوني — Min Oyouni (2011)
- آمان — Aman (2015)

## Синглы
- Ghmorni
- La Tes’alni
- Ana Wel Shog
- Hasisni Beek
- Waheshni Eah
- Eih Yalli Byohsal
- Aman
- Bizimmetak
- Khallani
- Halla halla ya sabaya
- Degou Touboul

## Фильмография
- Silina 2009
- Ettiham 2014

## Видеография
| год  | название         | альбом      | режиссёр       |
| ---- | ---------------- | ----------- | -------------- |
| 2003 | «Ana Wel Shoq»   | Myriam      | Ghassan Koteit |
| 2003 | «La Tes’alni»    | Myriam      | Selim El Turk  |
| 2003 | «Ahebak Heal»    | Myriam      | Unknown        |
| 2005 | «Nadini»         | Nadini      | Amir Kreidiye  |
| 2005 | «Haklik Rahtak»  | Nadini      | Wissam Smayra  |
| 2005 | «Waheshny Eah»   | Nadini      | Wissam Smayra  |
| 2007 | «Moukanoh Wein»  | Bet'oul Eih | Yehya Saade    |
| 2008 | «Mouch Ananiya»  | Bet'oul Eih | Leila Kanaan   |
| 2008 | «Iyyam EL Shiti» | Bet'oul Eih | Wissam Smayra  |
| 2008 | «Betrouh»        | Bet'oul Eih | Wissam Smayra  |
| 2008 | «Eh Elli Behsal» | Bet'oul Eih | Yehya Saade    |
| 2010 | «Khalani»        | Min Oyouni  | Yehya Saade    |
| 2011 | «Min Oyouni»     | Min Oyouni  | Joe Bou Eid    |
| 2011 | «El Gasayed»     | Min Oyouni  | Joe Bou Eid    |
| 2015 | Aman             | Aman        | Sherine Khoury |
| 2015 | Degou Touboul    | Aman        | Sherine Khoury |